# Onthophagus xanthomerus
Onthophagus xanthomerus är en skalbaggsart som beskrevs av Bates 1887. Onthophagus xanthomerus ingår i släktet Onthophagus och familjen bladhorningar. Inga underarter finns listade i Catalogue of Life.